# علم أنتيغوا وباربودا
استخدم علم أنتيغا وبربودا لأول مرة في 27 فبراير 1967 وقد صممه معلم مدرسي يدعى ريجينالد صامويل. ترمز الشمس في العلم إلى العهد الجديد. أما بالنسبة للألوان الأخرى، يرمز اللون الأحمر إلى الطاقة، والأزرق للأمل، والأسود لأسلاف الأفارقة المتواجدين في الدولة. بالنسبة للرسم، تمثل الألوان الأصفر والأزرق والأبيض إلى الشمس والبحر والرمال على الترتيب.